# インゲル (エリトリア)
インゲル（Inghel）は、エリトリア・セメナウィ・ケイバハリ地方南部の村で、ブリ半島北端部にあり紅海に面した海岸線を持つ。北にはダフラク諸島が存在する。ゲレーロ地区に属する。北緯15度28分5秒、東経39度52分55秒。標高26m。